# Holothuria truncata
Holothuria truncata is een zeekomkommer uit de familie Holothuriidae.
De wetenschappelijke naam van de soort werd in 1885 gepubliceerd door Kurt Lampert.